# Ігнатій IV
Ігнатій IV (Хазім) (нар. 28 серпня 1921 р. в сирійському селі Мхардей, недалеко від міста Хама — пом. 5 грудня 2012, Бейрут, Ліван) — 157-й патріарх Антіохійський (1979-2012)

## Біографія
При народженні був названий Хабібом Хазімом, народився 4 квітня 1920 року в селі Мхарде поблизу Хами в Сирії. Він був сином благочестивої православної арабської сім'ї і з раннього віку був залучений до служіння в Церкві. 

### Навчання
Навчаючись у Бейруті, Ліван, на факультеті літератури, він вступив на службу в місцеву Антіохійську православну єпархію, спочатку ставши вівтарником, потім іподияком, а потім дияконом. 
Під час навчання в Американському університеті Бейрута на молодого Хабіба вплинув його видатний професор філософії Чарльз Малік. Малік надзвичайно впливав на своїх учнів у питаннях філософії та духовності — багато з яких (тобто багато однокласників Хазима) стали рукопокладеними на служителів та монахів у різних церковних орденах під впливом Маліка. 
У 1945 році він поїхав до Парижа, де закінчив православний богословський інститут св. Сергія. З часу перебування у Франції він був зворушений не лише бажанням передати депозит грецької православної віри, а й вийняти православ'я зі свого неісторичного гетто, відкривши у своїй Святій традиції живі відповіді на проблеми сучасного життя. 

### Церковне служіння
Після повернення на Близький Схід засновує в Лівані Православну богословську семінарію при Баламандському монастирі. Він прагнув забезпечити Патріархат відповідальними лідерами, які пройшли хорошу духовну та інтелектуальну підготовку і які були свідками пробудженої та глибоко особистої віри.
Хоча рідною мовою була арабська, він також вільно розмовляв англійською та французькою мовами. Він був одним із засновників активного православного молодіжного руху Лівану та Сирії в 1942 році, завдяки якому він допомагав організовувати та вести оновлення церковного життя в Антіохійському патріархаті. Рух працював в основі Церкви, допомагаючи пересічним віруючим знову відкривати особистий та спільний зміст Євхаристії через практику частого причастя, що стало надзвичайно рідкісним. 
В 1953 році він виступає одним із засновників Синдесмоса — Всесвітнього об'єднання православної молоді і богословських шкіл. В 1961 році Ігнатій IV стає єпископом, а в 1970 році Митрополитом Латакійським. 2 липня 1979 року стає Патріархом Антиохійським, третім по диптиху Православних Церков після Патріархів Константинополя і Олександрії.
Під час офіційного візиту до резиденції Патріарха в травні 2010 року Президент Російської Федерації Дмитро Медведєв нагородив Антіохійського Православного Патріарха російським орденом Дружби.
5 грудня 2012 року він помер у лікарні Сент-Джорджа в Бейруті, Ліван, після інсульту.  Про його смерть повідомлялося та публікувалося виключно через сирійське державне інформаційне агентство SANA. Патріарх Ігнатій IV Антіохійський не підтримав повстання повстанців в Сирії 2011-2012 рр. І закликав до мирного політичного діалогу. Його поховали в Сирії.